# Каменский, Георгий (футболист)
Георгий Каменский (болг. Георги Каменски; род. 3 февраля 1947, София) — болгарский футболист, игравший на позиции вратаря.
Играл за софийский «Левски». Чемпион Болгарии 1964/65, 1967/68, 1969/70, обладатель Кубка Болгарии 1969/70, 1970/71. Всего в высшей болгарской лиге провёл 86 матчей, в кубке страны — 17 матчей. Сыграл в 4 матчах еврокубков: 2 — в Кубке чемпионов и 2 — в Кубке кубков.
Вызывался к играм национальной сборной Болгарии, входил в её состав на чемпионате мира 1970 года в Мексике, но игр не проводил.